# 2001年のバスケットボール
< 2001年 | 2001年のスポーツ
2001年のバスケットボール（2001ねんのバスケットボール）では、2001年（平成13年）のバスケットボール関連の出来事をまとめる。

## できごと
- 第1回JBLスーパーリーグ開幕。

## 国際大会
- 男子アジア選手権
  - 優勝: 中国
  - 準優勝: レバノン
- 女子アジア選手権
  - 優勝: 中国
  - 準優勝: 日本
- 2001年東アジア競技大会
男子
  - 優勝: 中国
  - 準優勝: 中華台北

女子
  - 優勝: 中国
  - 準優勝: 韓国

## 国内大会

### 日本国内
- 全日本総合バスケットボール選手権大会
男子
  - 優勝:いすゞ自動車ギガキャッツ
  - 準優勝:東芝ブレイブサンダース

女子
  - 優勝:ジャパンエナジーJOMOサンフラワーズ
  - 準優勝:シャンソン化粧品Vマジック
- Wリーグ
  - 優勝:ジャパンエナジーJOMOサンフラワーズ
  - 準優勝:シャンソン化粧品Vマジック
- JBLプレスーパーリーグ
  - 優勝:いすゞ自動車ギガキャッツ
  - 準優勝:トヨタ自動車アルバルク
- 第32回全国高等学校バスケットボール選抜優勝大会
男子
  - 優勝:能代工業（秋田）
  - 準優勝:福岡大附大濠（福岡）

女子
  - 優勝:桜花学園（愛知）
  - 準優勝:丹原（愛媛）

### NBA
- NBAファイナル
  - ロサンゼルス・レイカーズ（西） （4勝1敗） フィラデルフィア・セブンティシクサーズ（東）

## 死去
- 3月29日 - 山本浩二
- 10月31日 - 藤本裕